# Brooten
Brooten ist eine Kleinstadt (mit dem Status „City“) im Stearns und zu einem kleineren Teil im Pope County im US-amerikanischen Bundesstaat Minnesota. Das U.S. Census Bureau hat bei der Volkszählung 2020 eine Einwohnerzahl von 626 ermittelt.

## Geografie
Brooten liegt im mittleren Westen Minnesotas auf 45°30′02″ nördlicher Breite und 95°07′26″ westlicher Länge. Das Stadtgebiet von Brooten erstreckt sich über eine Fläche von 4,07 km².
Benachbarte Orte von Brooten sind Elrosa (19,9 km nordöstlich), Lake Henry (28,8 km ostsüdöstlich), Belgrade (11,8 km südöstlich), Sunburg (26,1 km südwestlich) und Sedan (13,6 km nordwestlich).
Die nächstgelegenen größeren Städte sind Fargo in North Dakota (220 km nordwestlich), Duluth am Oberen See (321 km nordöstlich), Minneapolis (169 km südöstlich), Minnesotas Hauptstadt Saint Paul (188 km in der gleichen Richtung) und Sioux Falls in South Dakota (303 km südwestlich).

## Verkehr
Die Minnesota State Route 55 führt von Nordwest nach Südost als Hauptstraße durch Brooten. Alle weiteren Straßen sind untergeordnete, teils unbefestigte Fahrwege sowie innerörtliche Verbindungsstraßen.
Parallel zur MN 55 verläuft eine Eisenbahnlinie der Canadian Pacific Railway durch das Stadtgebiet von Brooten.
Mit dem Brooten Municipal Airport befindet sich im Osten des Stadtgebiets von Brooten ein kleiner Flugplatz. Der nächste Großflughafen ist der Minneapolis-Saint Paul International Airport (188 km südöstlich).

## Demografische Daten
Nach der Volkszählung im Jahr 2010 lebten in Brooten 743 Menschen in 294 Haushalten. Die Bevölkerungsdichte betrug 182,6 Einwohner pro Quadratkilometer. In den 294 Haushalten lebten statistisch je 2,28 Personen.
Ethnisch betrachtet setzte sich die Bevölkerung zusammen aus 98,7 Prozent Weißen, 0,3 Prozent Afroamerikanern, 0,1 Prozent amerikanischen Ureinwohnern, 0,1 Prozent Asiaten sowie 0,3 Prozent aus anderen ethnischen Gruppen; 0,5 Prozent stammten von zwei oder mehr Ethnien ab. Unabhängig von der ethnischen Zugehörigkeit waren 2,6 Prozent der Bevölkerung spanischer oder lateinamerikanischer Abstammung.
22,9 Prozent der Bevölkerung waren unter 18 Jahre alt, 49,4 Prozent waren zwischen 18 und 64 und 27,7 Prozent waren 65 Jahre oder älter. 50,7 Prozent der Bevölkerung war weiblich.

Das mittlere jährliche Einkommen eines Haushalts lag bei 37.604 USD. Das Pro-Kopf-Einkommen betrug 18.970 USD. 24,5 Prozent der Einwohner lebten unterhalb der Armutsgrenze.